# 지방도 제861호선
지방도 제861호선은 전라남도 광양시 옥곡면 옥곡시외버스터미널과 곡성군 고달면 면사무소앞 회전교차로를 잇는 전라남도의 지방도이다. 전북특별자치도 남원시 산내면 달궁삼거리부터 대정삼거리를 잇는 잔여 구간이 존재한다. 
옥곡 나들목과 접속하고 있어 남해고속도로를 이용할 수 있다. 그리고 광양시에서 구례군 사이 구간은 섬진강을 끼고 도로가 나 있어 이 구간 또한 드라이브 코스 및 자전거 라이딩 코스로 자주 이용된다. 또한 구례군에서 남도대교를 이용해 화개장터로 유명한 경상남도 하동군 화개면으로 바로 갈 수 있다.
1983년에는 노선명이 '하포 ~ 광의선'이었다가 1984년 노선이 다시 연장되면서 '하포 ~ 산동선'으로 변경되었다. 이후 1995년 12월 8일 
2020년 11월 12일 노선 지정이 변경되면서 전라남도 구례군 광의면 지천리 ~ 곡성군 고달면 목동리 구간이 신규 지정되었으며, 기존 구간은 노선 지정이 해제되면서 전라북도 구간이 연계되지 않게 되었다.
기존 지정 노선은 지리산국립공원을 남북으로 관통하고 있는 노고단로 구간을 지나 전북특별자치도 남원시로 이어졌으며, 오대산국립공원을 관통하던 지방도 제446호선과 달리 차량 통행이 가능하다. 이 도로는 지리산국립공원 내 노고단, 성삼재, 달궁계곡, 뱀사골계곡 입구를 연결하고 있어 지리산을 찾는 많은 관광객들이 이용하는 도로이며, 겨울에는 설경이 아름다워 이것을 구경하기 위한 드라이브 코스로도 자주 이용한다. 이 덕분에 2006년 건설교통부는 이 지방도의 노고단로 구간을 '한국의 아름다운 길 100선' 우수상으로 선정했다.

## 연혁
- 1983년 7월 11일 : 광양제철공장 건설로 인해 물동량 증가에 대비하여 기점을 광양군 골약면 황길리 ~ 종점을 구례군 광의면 방광리로 하여 총 연장 76.1km 노선으로 변경. 이와 함께 광양군 골약면 황길리 ~ 성황리 4.2km 구간과 광양군 옥곡면 광영리 ~ 신금리 7.1km 구간 개통[3]
- 1984년 4월 20일 : 종점을 구례군 광의면 방광리에서 산동면 좌사리로 연장함. 이에 따라 노선명이 '하포 ~ 광의선'에서 '하포 ~ 산동선'으로 변경되고 총 연장이 76.1km에서 90.049km로 변경됨. 이와 함께 구례군 광의면 방광리 ~ 산동면 좌사리 14.58km 구간 개통[4]
- 1985년 4월 2일 : 1988년 12월까지 반선 ~ 천은사간 도로(구례군 광의면 수월리 ~ 산동면 좌산리) 구간 확포장공사 계획을 공고[5]
- 1985년 12월 23일 : 기점을 '광양군 골약면 황길리', 종점을 '구례군 산동면 좌사리'로 명시하고 도로개량이 완료된 광양군 골약면 성황리 600m 구간과 광양군 옥곡면 전금리 ~ 신금리 1.6km 구간, 구례군 구례읍 봉남리 1.6km 구간 도로예정지 해제[6]
- 1987년 1월 22일 : 광양군 골약면 성황리 ~ 옥곡면 광영리 2.2km 구간 도로예정지 해제[7]
- 1987년 2월 11일 : 1988년 12월까지 반선 ~ 천은사간 도로(구례군 구례읍 백연리 ~ 광의면 방광리) 확포장공사를 위해 4.2km 구간 도로구역 변경[8]
- 1987년 7월 27일 : 1988년 5월까지 옥곡 ~ 금호간 도로(광양군 옥곡면 신금리 ~ 광영리) 3.73km 구간 확포장공사 계획을 공고[9][10]
- 1988년 1월 4일 : 구례군 용방면 사림리 ~ 구례군 산동면 좌사리 21.48km 구간 도로예정지 해제[11]
- 1988년 2월 10일 : 1988년 8월까지 광양군 다압면 신원리 ~ 고사리 2.19km 구간과 1988년 9월까지 구례군 문척면 월전리 ~ 간전면 효곡리 3.74km 구간, 장성군 삼계면 내계리 ~ 사창리 2.28km 구간 확포장공사 계획을 공고[12]
- 1988년 9월 27일 : 1988년 12월까지 구례군 간전면 간문리 ~ 효곡리 1.12km 구간과 광양군 옥곡면 신금리 ~ 골약면 광영리 3.59km 구간 확포장공사 계획을 공고[13]
- 1989년 1월 6일 : 구례군 문척면 월전리 ~ 산동면 좌사리 24.48km 구간과 광양군 다압면 고사리 270m 구간, 광양군 옥곡면 신금리 135m 구간 도로예정지 해제[14]
- 1989년 5월 13일 : 1989년 12월까지 광양군 옥곡면 신금리 ~ 동광양시 광영동 5.22km 구간과 광양군 다압면 신원리 ~ 고사리 4.0km 구간 확포장공사 계획을 공고[15]
- 1990년 1월 13일 : 동광양시 골약동 ~ 광양군 옥곡면 광영리 6.55km 구간과 광양군 옥곡면 신금리 ~ 다압면 하천리 9.27km, 구례군 간전면 양전리 ~ 산동면 좌사리 27.28km 구간 도로예정지 해제[16]
- 1990년 4월 16일 : 1991년 3월까지 다압 도로(광양군 다압면 도사리 ~ 고사리) 3.633km 구간과 문척 ~ 간전간 도로(구례군 문척면 금정리 ~ 월전리) 3.184km 구간 확포장공사 계획을 공고[17]
- 1991년 1월 10일 : 광양군 다압면 도사리 3.633km 구간과 구례군 문척면 금정리 ~ 월전리 3.184km 구간 도로예정지 해제[18]
- 1991년 4월 12일 : 1993년 3월까지 다압 ~ 간전간 도로(광양군 다압면 고사리 ~ 하천리) 9.68km 구간 확포장공사 계획을 공고[19]
- 1992년 1월 27일 : 광양군 다압면 고사리 ~ 하천리 9.68km 구간 도로예정지 해제[20]
- 1992년 5월 4일 : 간전 ~ 다압간 도로(구례군 간전면 하천리 ~ 양천리) 8.893km 구간 확포장공사 계획을 공고[21]
- 1995년 8월 21일 : 1997년까지 문척교(구례군 구례읍 봉동리 ~ 문척면 월전리) 개설공사를 위해 1.7km 구간을 1.953km로 도로구역 변경[22]
- 1995년 12월 8일 : 기점을 기존 동광양시 황길동에서 '광양시 옥곡면 신금리'로 단축함. 이에 따라 노선명을 '하포 ~ 산동선'에서 '옥곡 ~ 산내선'으로 변경하고 전라남도 구간 총 연장 76.7km가 됨.[23]
- 1996년 2월 21일 : 1997년 12월까지 옥곡 ~ 광영간 도로(광양시 옥곡면 신금리 ~ 광영동) 확포장공사를 위해 3.2km 구간을 3.17km로 도로구역 변경, 1997년 12월까지 광의교(구례군 용방면 사림리) 개설공사를 위해 159m 구간 도로구역 변경[24]
- 1997년 9월 13일 : 1998년 2월까지 신아지구(광양시 진월면 신아리) 개량공사를 위해 520m 구간을 400m로 도로구역 변경[25]
- 1999년 1월 20일 : 2000년까지 진월 ~ 광영간 도로(광양시 진월면 망덕리 ~ 선소리) 확포장공사를 위해 2.2km 구간 도로구역 변경[26]
- 1999년 3월 20일 : 1999년 11월까지 지천지구(구례군 광의면 지천리) 개량공사를 위해 300m 구간 도로구역 변경[27]
- 2000년 6월 13일 : 2003년 6월까지 장동교(광양시 옥곡면 신금리) 개축공사를 위해 460m 구간 도로구역 변경[28]
- 2002년 9월 13일 : 2003년 2월까지 방광 굴곡도로(구례군 광의면 방광리) 개량공사를 위해 80m 구간 도로구역 변경[29]
- 2003년 3월 27일 : 기존 지방도 노선을 폐지하고 새로 지정. 이 때 노선명을 '옥곡 ~ 산내선'에서 '옥곡 ~ 산동선'으로 변경하고 총 연장이 84.85km가 됨.[30]
- 2005년 7월 5일 : 2008년 12월까지 도사지구(광양시 다압면 도사리) 개량공사를 위해 588m 구간 도로구역 변경, 2009년 12월까지 간전지구(구례군 간전면 수평리, 구례군 광의면 방광리) 개량공사를 위해 3.303km 구간 도로구역 변경[31]
- 2005년 11월 18일 : 진월 ~ 광영간 도로 공사기간을 2006년 12월까지 연장[32]
- 2011년 3월 18일 : 2015년 4월까지 진월 ~ 광영간 도로(광양시 광영동 ~ 진월면 망덕리) 확포장공사를 위해 2.76km 구간 도로구역 변경[33]
- 2015년 2월 5일 : 진월 ~ 광영간 도로 공사기간을 2016년 9월까지로 연기[34]
- 2015년 9월 10일 : 진월 ~ 광영간 도로 공사기간을 2019년 12월까지로 연기[35]
- 2015년 12월 10일 : 2016년 이후 월금교(구례군 문척면 월전리 ~ 금전리) 개축공사를 위해 560m 구간 도로구역 변경[36]
- 2016년 3월 31일 : 2018년 3월까지 광양 다압지구(광양시 다압면 금천리) 개량공사를 위해 500m 구간 도로구역 변경[37]
- 2020년 11월 12일 : 기존 구례군 광의면 지천리 광의사거리 ~ 산동면 좌시리 달궁삼거리 19.9km 구간을 폐지하고 구례군 광의면 지천리 ~ 곡성군 고달면 목동리 구간으로 노선 변경 및 연장함. 이에 따라 노선명이 '옥곡 ~ 산동선'에서 '옥곡 ~ 고달선'으로 변경되고, 총 연장이 84.8km에서 90.2km으로 연장됨.[1]

## 주요 경유지

### 전라남도
- 광양시
  - 옥곡면 옥곡시외버스터미널 - 옥곡우체국 - 장동교삼거리 - 장동교 - 옥곡 나들목 - 신금산업단지 - 신금리
  - 광영동 광영동 - 광영교
  - 진월면 광영교 - 태인대교 북단 - 망덕리 - 진월교 - 진월초등학교 - 신아리 - 오사리 - 산오교 - 신구리 - 송금리 - 월길리 - 월길보건진료소
  - 다압면 신원리 - 원당삼거리 - 신원삼거리 - (외압리) - 광양다압중학교 - 도사리 - 고사리 - 다압면사무소 - 금천교 - 금천리 - 하천교
- 구례군
  - 간전면 하천교 - 남도대교 남단 - 운천리 - 간전면운천리 교차로 - 운천교 - 양천리 - 양천교 - 대평마을 교차로 - 간문교 - 간전농공단지 - 간문리
  - 문척면 금정리 - 오봉교 - 월금교 - 문척초등학교 - 문척면사무소 - 월전리 - 문척교
  - 구례읍 문척교 - 문척 교차로 - 구례군청 - 구례중앙초등학교 - 구례고등학교 - 구례경찰서 - 봉북리 - 백연교 - 돌틈삼거리 - 구례공설운동장 - 백련리
  - 용방면 사림리 - 광의교
  - 광의면 광의교 - 광의사거리 - 서시2교
  - 용방면 서시2교 - 용방 교차로 - 신도교 - 구례화엄사 나들목 - 쑤악재(생태통로)
  - 산동면 쑤악재(생태통로) - 이평교 - 이평리 - 산동 교차로 - (시랑마을) - 시상리 - (생태통로) - 하무2교 - 하무1교 - (생태통로) - 고산터널 (405m)
- 곡성군
  - 고달면 고산터널 (405m) - 목동교 - 굴넘어고개 - (안개마을) - 면사무소앞 회전교차로

### 전북특별자치도
- 남원시
  - 산내면 달궁삼거리 - 쟁기소 - 달궁교 - 달궁야영장 - 덕동교 - 덕동자동차야영장 - 학천교 - 반선시외버스터미널 - 부운리 - 내령리 - 장항리 - 산내교 - 대정리 - 대정삼거리

### 폐지 구간
아래 구간은 2020년 11월 12일부터 폐지되었다.
- 구례군
  - 광의면 광의사거리 - 지천사거리 - 지천리 - 수월리 - 광의면방광리 교차로 - 방광리 - 천은사삼거리 - 천은저수지 - 천은사 - 시암재
  - 산동면 시암재 - 성삼재 - 달궁삼거리

## 중복 구간
- 광양시 다압면 원당삼거리 ~ 신원삼거리 : 국도 제2호선과 중복

## 도로명
전라남도
- 광양시 옥곡면 옥곡시외버스터미널 ~ 장동교삼거리 : 큰골1길
- 광양시 옥곡면 장동교삼거리 ~ 광영동 : 강변로
- 광양시 진월면 태안대교 북단 ~ 진월초등학교 : 망덕길
- 광양시 진월면 진월초등학교 ~ 다압면 하천교 : 섬진강매화로
- 광양시 다압면 신원삼거리 ~ 도사리 : 신원길
- 구례군 간전면 하천교 ~ 대평마을 교차로 : 남도대교로
- 구례군 간전면 대평마을 교차로 ~ 구례읍 구례군청 : 수달생태로
- 구례군 구례읍 구례군청 ~ 돌틈삼거리 : 봉성로
- 구례군 구례읍 돌틈삼거리 ~ 용방면 사림리 : 용방로
- 구례군 용방면 사림리 ~ 광의면 광의사거리 : 매천로
- 구례군 광의면 광의사거리 ~ 산동면 (시랑마을) : 산업로
- 구례군 산동면 (시랑마을) ~ 곡성군 고달면 : 고산로

전북특별자치도
- 남원시 산내면 달궁삼거리 ~ 대정삼거리 : 지리산로